# Могиляни (станція)
Могиляни — проміжна залізнична станція 5-го класу Козятинської дирекції Південно-Західної залізниці на електрифікованій лінії Шепетівка — Здолбунів між зупинним пунктом Бадівка (5 км) та станцією Острог (6 км). Розташована в однойменному селі Рівненського району Рівненської області.

## Історія
У 1872 році відкритий полустанок Могиляни, під час будівництва Києво-Берестейської залізниці, а точніше її дільниці на лінії Бердичів — Ковель. У серпні 1873 року відкритий регулярний рух поїздів. Полустанок Могиляни вперше вказаний на мапі 1875 року, який згодом перетворився на залізничну станцію.
Впродовж 1921—1939 років була прикордонною станцією на радянсько-польському кордоні, першою станцією з польського боку. Про це є спогад українського письменника, класика сатиричної прози XX століття Остапа Вишні у «Вишневих усмішках закордонних», написаних під враженням від поїздки до Німеччини у 1928 році: 
|  | «Mohyljany». Білі орли скрізь. І порожньо, порожньо на станції... Станція Могиляни. — Прошу пана! Паспорти!...Польща — держава. Вона — за Могилянами. |

На той час паспортний та митний контроль здійснювався не у Могилянах, а на станції Здолбунів.
У бік УРСР приміський рух був відсутній, через станцію без зупинки курсував лише один пасажирський поїзд, проте зупинялися три пари приміських поїздів сполученням Здолбунів — Могиляни.
У 1964 році станція електрифікована змінним струмом (~25 кВ) в складі дільниці Фастів I — Здолбунів.

## Пасажирське сполучення
На станції Могиляни зупиняються приміські електропоїзди сполученням Рівне / Здолбунів — Шепетівка.